# Canon EOS 5D Mark IV
Canon EOS 5D Mark IV — четвёртое поколение цифровых зеркальных фотоаппаратов линейки 5D семейства EOS компании «Кэнон». Представлен 25 августа 2016 года на смену модели EOS 5D Mark III.
Фотоаппарат имеет полнокадровую (соответствующую плёночному формату 135) матрицу и крепление для объективов Canon EF. EOS 5D Mark IV одним из первых в семействе EOS получил возможность съёмки видео в разрешении 4K. Среди ключевых особенностей модели — 30-мегапиксельная матрица с чувствительностью до 102.400 ISO, обеспечивающая автофокусировку методом разности фаз, 252-зонный экспозамер, встроенный GPS-приёмник, поддержка беспроводных сетей Wi-Fi и технологии NFC, скорость съёмки до 7 кадров в секунду.
Начало продаж Canon EOS 5D Mark IV запланировано на сентябрь 2016 года. Камера будет поставляться отдельно либо в комплекте с одним из двух объективов: EF 24-105 мм f/4L IS II USM или EF 24-70mm f/4L IS USM. Цена в США составит $3499, $4599 и $4399 соответственно.

## Технические особенности

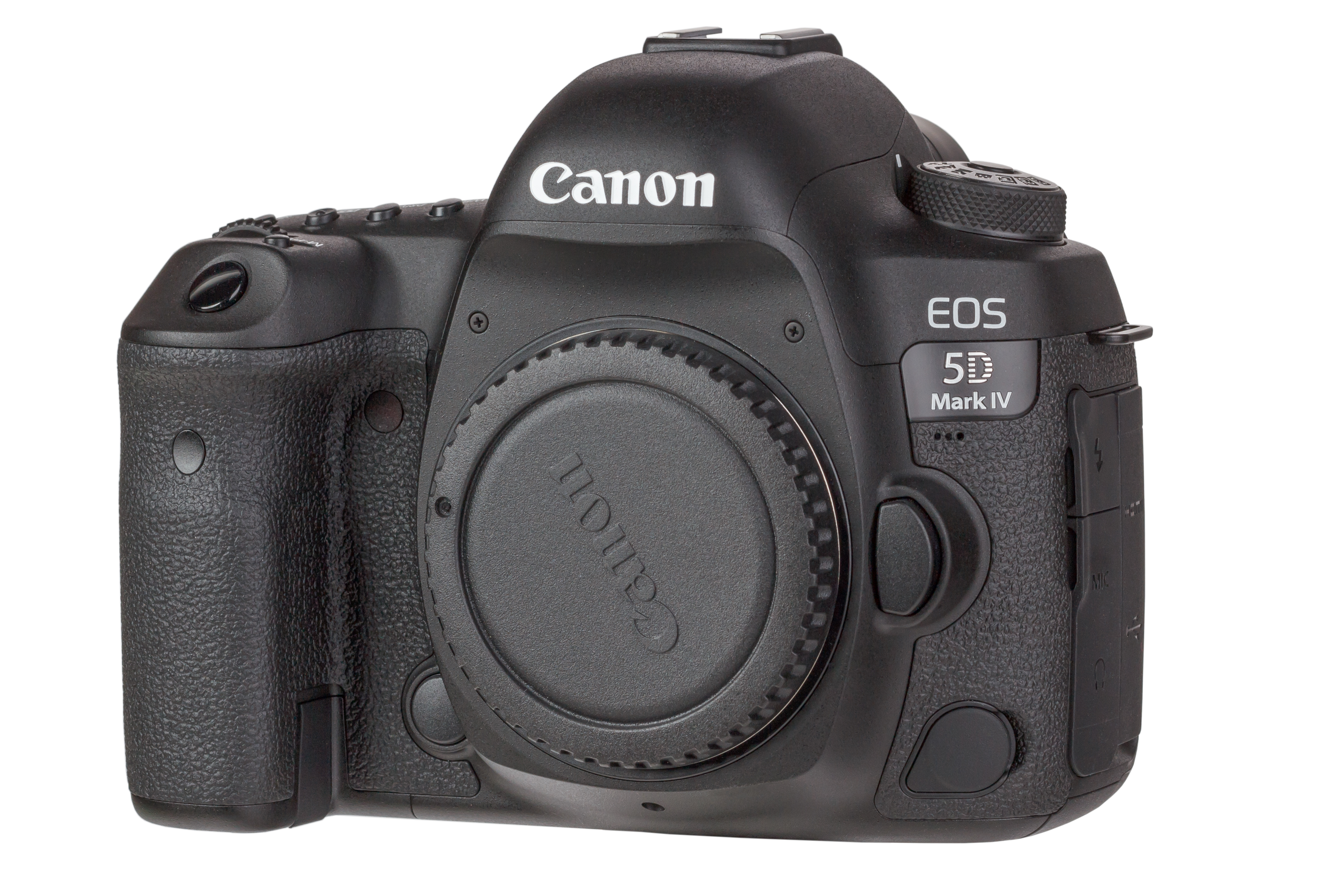
Вид спереди

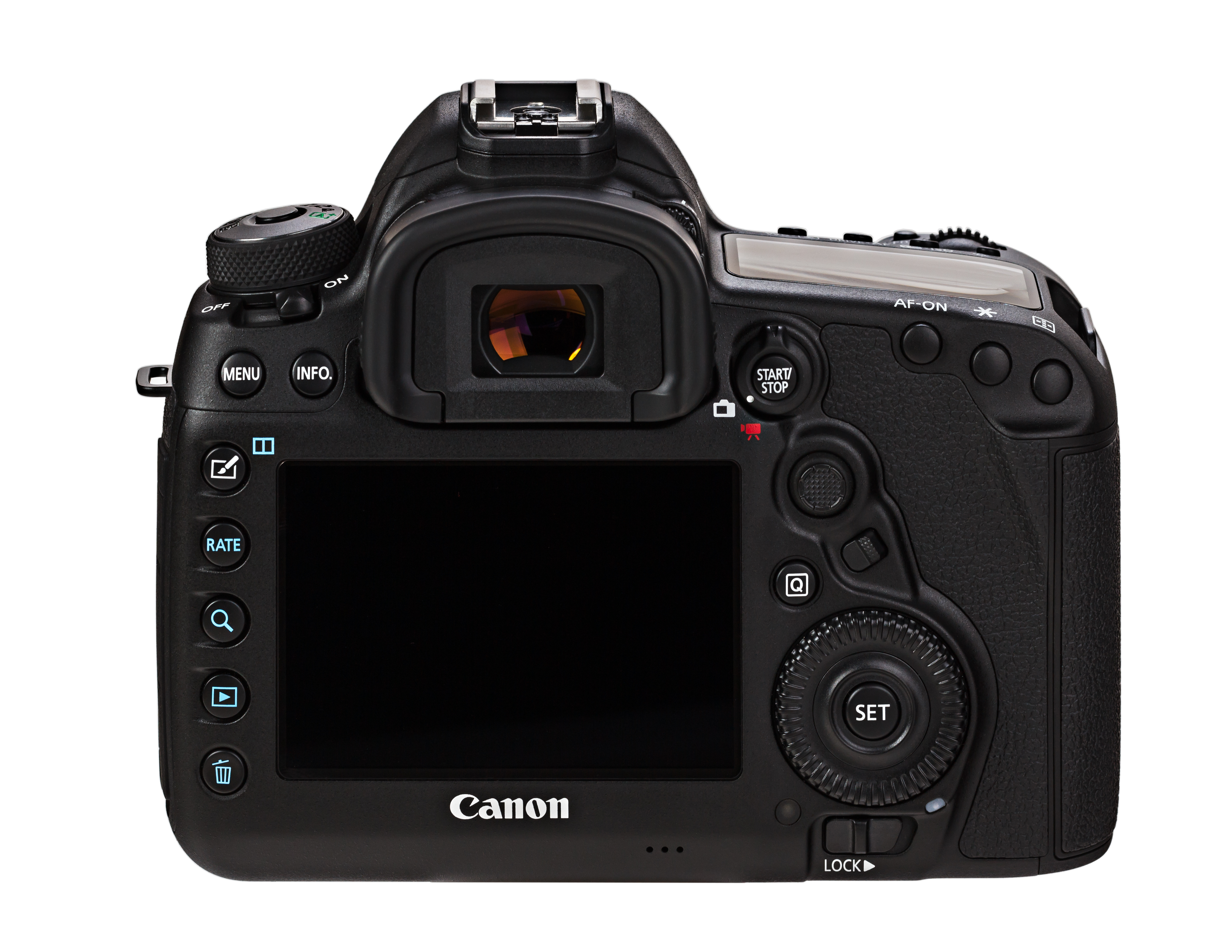
Вид сзади

Canon EOS 5D Mark IV имеет матрицу с 30,4 млн пикселей. Построен на базе процессора DIGIC 6+ и вспомогательного процессора DIGIC 6, отвечающего за систему фокусировки. Новый затвор, впервые представленный в Canon EOS 5DS, предотвращает смазывания и шевелёнку.
- 4K (4096×2160) с частотой до 29,94 к/с продолжительностью до 29’59"
- Full HD (1920×1080) с частотой до 60 к/с ; HD (1280×720) до 120 к/с
- Скоростная съёмка 7,0 к/с с поддержкой автофокуса; 4,3 к/с в режиме live view с поддержкой автофокуса Dual Pixel CMOS AF
- Автофокус по всем точкам для объективов с диафрагмой f/8; 61 точка фокусировки системы AF II, включая 41 перекрёстного типа, центральная точка с чувствительностью до EV −3; увеличена площадь по вертикали, занимаемая областью автофокуса; работа автофокуса при EV −4 в режиме live view
- Подсветка красным цветом точек фокусировки в видоискателе
- Видоискатель Intelligent Viewfinder II
- Режим фокусировки AI Servo AF III с поддержкой технологии EOS iTR AF, унаследованной от EOS 7D Mark II и EOS-1D X Mark II
- Встроенная поддержка GPS с магнитным компасом, используемая для геотегинга: поддерживаются системы GLONASS, GPS, QZSS
- Чувствительность ISO увеличена с 100-25600 в Mark III до 100—32000.
- Система подавления мерцания, представленная в EOS 7D Mark II и EOS-1D X Mark II — камера производит съёмку в момент наибольшей яркости сцены. Активация данной функции может снизить скорость серийной съёмки
- Сенсорный экран, позволяющий пальцем выбирать точку фокусировки во время фотосъёмки и записи видео
- Wi-Fi и NFC для беспроводной передачи файлов
- Система контроля вибраций, производимых зеркалом
- Новый стиль изображения Fine Detail
- Новый режим съёмки Dual Pixel RAW с поддержкой Dual Pixel CMOS AF: для изменения боке, уменьшения бликов и более точных настроек при редактировании изображения
- Цифровая оптимизация настроек объектива для съёмки в JPEG, унаследованная от EOS-1D X Mark II[1]

### Эргономика
Батарейная ручка стала более глубокой, что позволяет фотографу держать ещё удобнее. Снижен вес на 50 грамм по сравнению с Canon EOS 5D Mark III за счёт новой более лёгкой системы пентапризмы.

### Экран
Основной экран стал сенсорным, при этом имеется возможность отключать восприимчивость к касаниям. Разрешение дисплея увеличено до 1,6 миллиона точек. Диагональ составляет 3,2 дюйма с соотношением сторон 3:2 и углом обзора в 170 градусов. Имеет антибликовое покрытие.

## Отличия
| Характеристика                    | 5D Mark III                                   | 5DS                                                   | 5D Mark IV                                            | 1D X Mark II                                                                         |
| --------------------------------- | --------------------------------------------- | ----------------------------------------------------- | ----------------------------------------------------- | ------------------------------------------------------------------------------------ |
| Размер фотосенсора                | 36×24 мм                                      | 36×24 мм                                              | 36×24 мм                                              | 36×24 мм                                                                             |
| Разрешение фотосенсора            | 22,3 Мп                                       | 50,6 Мп                                               | 30,4 Мп                                               | 20,2 Мп                                                                              |
| Процессор                         | Digic 5+                                      | Два Digic 6                                           | Digic 6+, Digic 6                                     | Два Digic 6+, один Digic 6                                                           |
| Диапазон чувствительности ISO     | 100—25600 (50-102400)                         | 100—6400 (50-12800)                                   | 100—32000 (50-102400)                                 | 100—25600 (50-409600)                                                                |
| Скорость съёмки, кадров в секунду | 6                                             | 5                                                     | 7                                                     | 14 (16 с поднятым зеркалом, без экспозамера и автофокуса)                            |
| Режим автофокуса                  | Покадровый, следящий (AI Servo)               | Покадровый, следящий (AI Servo)                       | Покадровый, следящий (AI Servo)                       | Покадровый и следящий (Al Servo AF III+)                                             |
| Аккумулятор                       | LP-E6, LP-E6N                                 | LP-E6, LP-E6N                                         | LP-E6, LP-E6N                                         | LP-E19                                                                               |
| Съёмка видео                      | 1920x1080, 30p                                | 1920x1080, 30p                                        | 4096x2160, 30p                                        | 4096x2160, 60p                                                                       |
| Карты памяти                      | CompactFlash Type I (совместимо с UDMA), SDXC | CompactFlash Type I (совместимо с UDMA 7), SDXC UHS-I | CompactFlash Type I (совместимо с UDMA 7), SDXC UHS-I | CompactFlash Type I / II (несовместимо с Microdrive, совместимо с UDMA 7), CFast 2.0 |

## Съёмка видео
Canon EOS 5D Mark IV стал одной из первых цифровых зеркальных камер Canon после Canon EOS-1D C и Canon EOS-1D X Mark II, снимающей видео стандарта 4K. Однако при съёмке в таком разрешении (4096×2160) используется не вся матрица, а лишь её центральная часть, кроп-фактор при этом составляет 1,64×. К тому же слабый процессор DIGIC 6+ не справляется с обработкой потока из-за чего битрейт возрастает до 220 Мб/c.

### MOV
- 4096×2160 (Digital Cinema Initiative 4K) с частотой 29,97, 25, 24,00 или 23,976 к/с
- 1920×1080 с частотой 59,94, 29,97, 25, 24,00 или 23,976 к/с
- 1280×720 до 119,88 к/с
- Motion JPEG (4K) или MPEG-4 AVC/H.264 (HD)
- Линейный вход PCM-аудио

### MP4
- 1920×1080 с частотой 59,94, 29,97, 25, 24,00 или 23,976 к/с
- MPEG-4 AVC/H.264
- AAC-аудио

## Критика
Canon EOS 5D Mark IV получил неоднозначные отзывы экспертов. Некоторые высказали похвалу в адрес эргономики и системы автофокуса. Однако другие указывают на недостаточную функциональность камеры, морально устаревшие возможности. К примеру, Nikon D810, появившийся в продаже в июле 2014 года, может вести запись видео 1080p 60. Камера Sony A7S, появившаяся в апреле 2014 года, имеет диапазон чувствительности ISO 100—102400 с расширением до 50—409600, а также ведёт съёмку 4K и 720p 120.

### Преимущества
- Высокий Динамический диапазон
- Быстрая и точная система автофокусировки
- USB 3.0

### Недостатки
- Отсутствие поддержки быстрых карт стандарта SD UHS-II и CFast 2.0
- Малый размер буфера, что приводит к ограничению продолжительности высокоскоростной съёмки
- Недостаточно мощный процессор DIGIC 6+, из-за чего видеопоток в разрешении 4K не успевает сжиматься
- КМОП-матрица с построчным переносом, из-за чего в видео с динамичными сценами проявляется эффект роллинг-шаттера.
- Прежнее меню настроек камеры, неудобное для управления с помощью сенсорного экрана
- Отсутствует возможность наклона или поворота экрана

## Конкуренты
- Nikon D810 — $2800
- Sony A7R II — $3200
- Pentax K-1 — $1800
- Blackmagic Design URSA 4.6K — $6995

## Цена
Стоимость Canon EOS 5D Mark IV в США по предзаказу составляет 3500 долларов.

## Комплектация
- Canon EOS 5D Mark IV body
- Крышка байонета
- Ремень
- Наглазник
- Аккумулятор LP-E6N
- Зарядное устройство LP-E6
- Кабель IFC-150U USB 3.0
- Диск с программным обеспечением
- Объектив с блендой и чехлом, если поставляются в комплекте

### Magic Lantern
Прошивка Magic Lantern недоступна для Canon EOS 5D Mark IV, как и для всех других моделей камер Canon с процессорами DIGIC поколений 6, 6+ и 7.